# Triumph 1300
De Triumph 1300 is een automodel dat door de Britse autofabrikant Triumph werd geproduceerd van begin 1965 tot het voorjaar van 1970.

## Geschiedenis
Triumph reageerde als een van de eerste fabrikanten op de innovatieve BMC ADO16, die bij zijn verschijnen in 1962 nieuwe normen stelde in de compacte middenklasse. Alle concurrerende modellen, waaronder de in 1959 geïntroduceerde Triumph Herald, zagen er in vergelijking met de nieuwe Austin/Morris 1300 vrij oud uit.
Triumph ging de uitdaging aan en ontwikkelde een eigen auto met voorwielaandrijving die in 1965 werd geïntroduceerd. Hij had een motor van 1295 cc met 61 pk (45 kW) en een 3,89 meter lange carrosserie. De motor was echter, in tegenstelling tot de BMC ADO16, in lengterichting geplaatst. Ook was de auto behoorlijk duur geworden zodat de Herald, in tegenstelling tot wat oorspronkelijk de bedoeling was, in productie moest blijven als voordelig instapmodel.
De 1300 was er alleen als vierdeurs sedan. Een tweedeurs en een stationwagen waren er alleen bij de Herald. In het voorjaar van 1967 werd het programma aangevuld met de 1300 TC die 76 pk (56 kW) leverde met een ongewijzigde cilinderinhoud. Een jaar later fuseerde Triumph met de BMC-merken tot de British Leyland Motor Corporation, waarmee de Triumph 1300 de interne concurrent van de Austin/Morris 1300 werd.
Om de Triumph-modellen sterker af te bakenen, werd de 1300 in 1970 vervangen door de Triumph Toledo. Deze had dezelfde, enigszins bijgewerkte carrosserie en motoren maar was omgebouwd tot achterwielaandrijving. Achteraf gezien was dat een beslissing die een technische achteruitgang betekende.
Van de Triumph 1300 werden in totaal 148.350 exemplaren gebouwd in vijf jaar tijd, waarvan 113.008 normale 1300's en 35.342 van de 1300 TC.